# 내털리 브라운
내털리 브라운(Natalie Brown, 1973년 5월 17일 ~ )은 캐나다의 배우이다.

## 출연 작품
- XX (2017)
- 스트레인 시즌2 (2015)
- 하우 투 플랜 언 오지 인 어 스몰 타운 (2015)
- 팜므파탈의 트랩 (2013)
- 오프라인 (2012)
- 리틀 브라더 (2012)
- 카운셀링 (2011)
- 얼빈 웰쉬스 엑스터시 (2011)
- 소피 (2008)
- 첼로 (2008)
- 쏘우 5 (2008)
- 썸씽 비니스 (2007)
- 블랙 위도워 (2006)
- 대지진 10.5 2 (2006)
- 미국 대지진 (2005, Descent)